# Velandasjön
Velandasjön är en sjö i Lekebergs kommun i Närke och ingår i Norrströms huvudavrinningsområde. Sjön är 1,5 meter djup, har en yta på 0,499 kvadratkilometer och befinner sig 63,2 meter över havet. Sjön avvattnas av vattendraget Lillån.

## Delavrinningsområde
Velandasjön ingår i det delavrinningsområde (655943-144752) som SMHI kallar för Mynnar i Norrström. Medelhöjden är 62 meter över havet och ytan är 56,09 kvadratkilometer. Räknas de 2 avrinningsområdena uppströms in blir den ackumulerade arean 72,3 kvadratkilometer. Lillån som avvattnar avrinningsområdet har biflödesordning 2, vilket innebär att vattnet flödar genom totalt 2 vattendrag innan det når havet efter 235 kilometer. Avrinningsområdet består mestadels av skog (19 procent), öppen mark (15 procent) och jordbruk (61 procent). Avrinningsområdet har 0,55 kvadratkilometer vattenytor vilket ger det en sjöprocent på 1 procent. Bebyggelsen i området täcker en yta av 1,74 kvadratkilometer eller 3 procent av avrinningsområdet.